# QSIL Ceramics
Die QSIL Ceramics GmbH (Quarzschmelze Ilmenau) mit Sitz in Auma-Weidatal ist seit 2006 Nachfolgeunternehmen der traditionsreichen Firma Porzellanwerk Auma. Am Standort wird seit 1909 technische Keramik hergestellt.
Der DDR-Vorgängerbetrieb VEB Porzellanwerk Auma war zeitweise im Kombinat VEB Keramische Werke Hermsdorf (heute Tridelta) integriert und war Marktführer technischer Keramik in der DDR.
Vor Juli 2019 nannte sich die Firma Barat Ceramics GmbH.

## Geschichte
Nachdem die ersten Drehstrom-Übertragungen im Jahre 1891 erfolgreich waren, stieg die Nachfrage nach Porzellan-Isolatoren in den Folgejahren enorm. Zu dieser Zeit hat der Aumaer Bürgermeister Franz Kolbe für die Ansiedlung von Industriebetrieben an der 1894 in Betrieb gegangenen Bahnstrecke Triptis-Marxgrün geworben.
Die Standortwahl war zusätzlich begünstigt durch große Waldflächen in der Umgebung von Auma – Holz wurde in sehr großer Menge zum Betrieb der Brennöfen benötigt. Im Jahr 1909 wurde in Auma von Karl Gustav Richard Berghaus die Porzellan-Industrie-Gesellschaft Berghaus gegründet, um diesen Bedarf zu bedienen. 1912 folgte die Überführung des Unternehmens in eine Aktiengesellschaft, um notwendige Investitionen zügig tätigen zu können. Man firmierte ab diesem Zeitpunkt als Porzellan-Industrie-Aktiengesellschaft Berghaus.

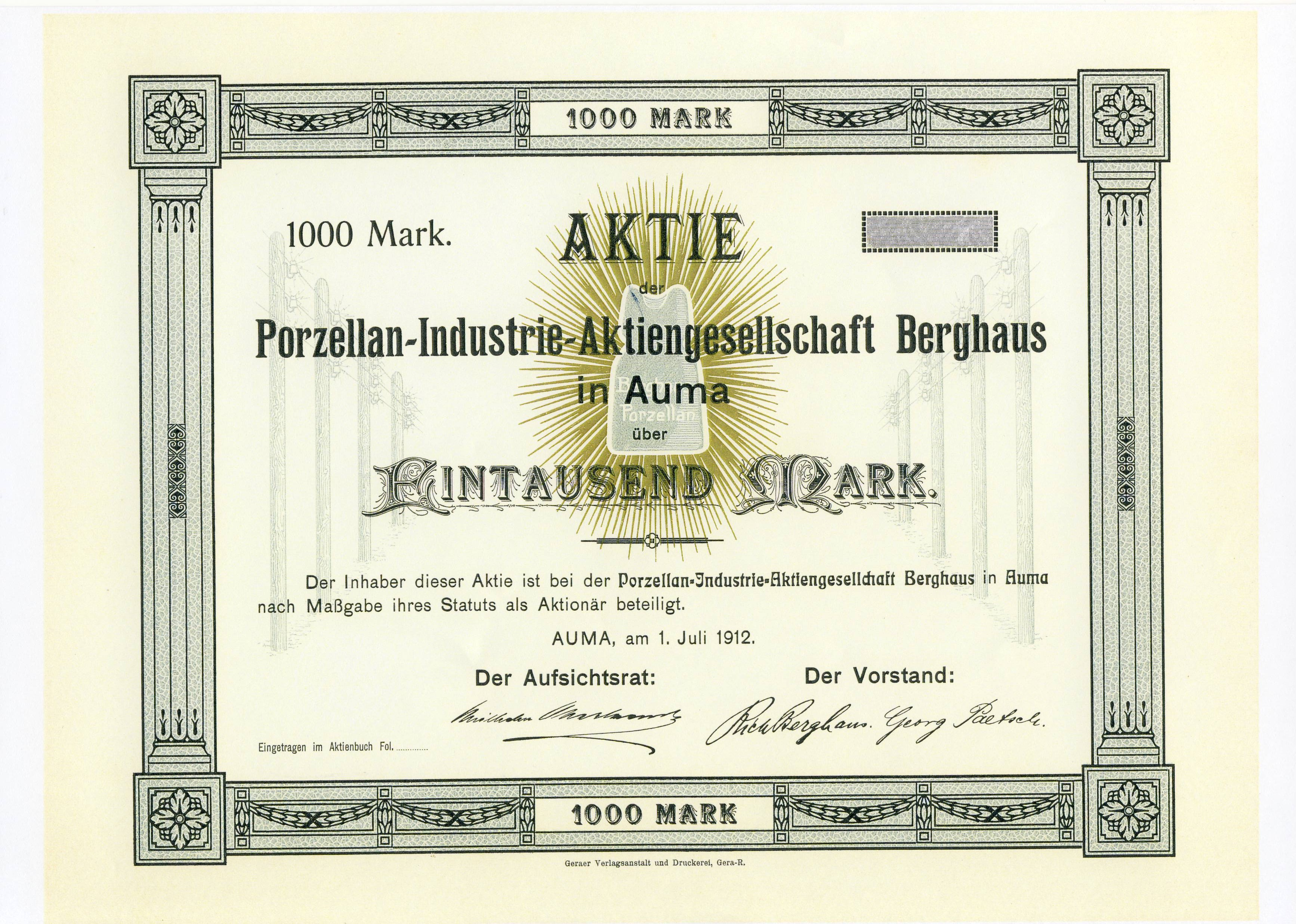
Aktie der Porzellan-Industrie-Aktiengesellschaft Berghaus

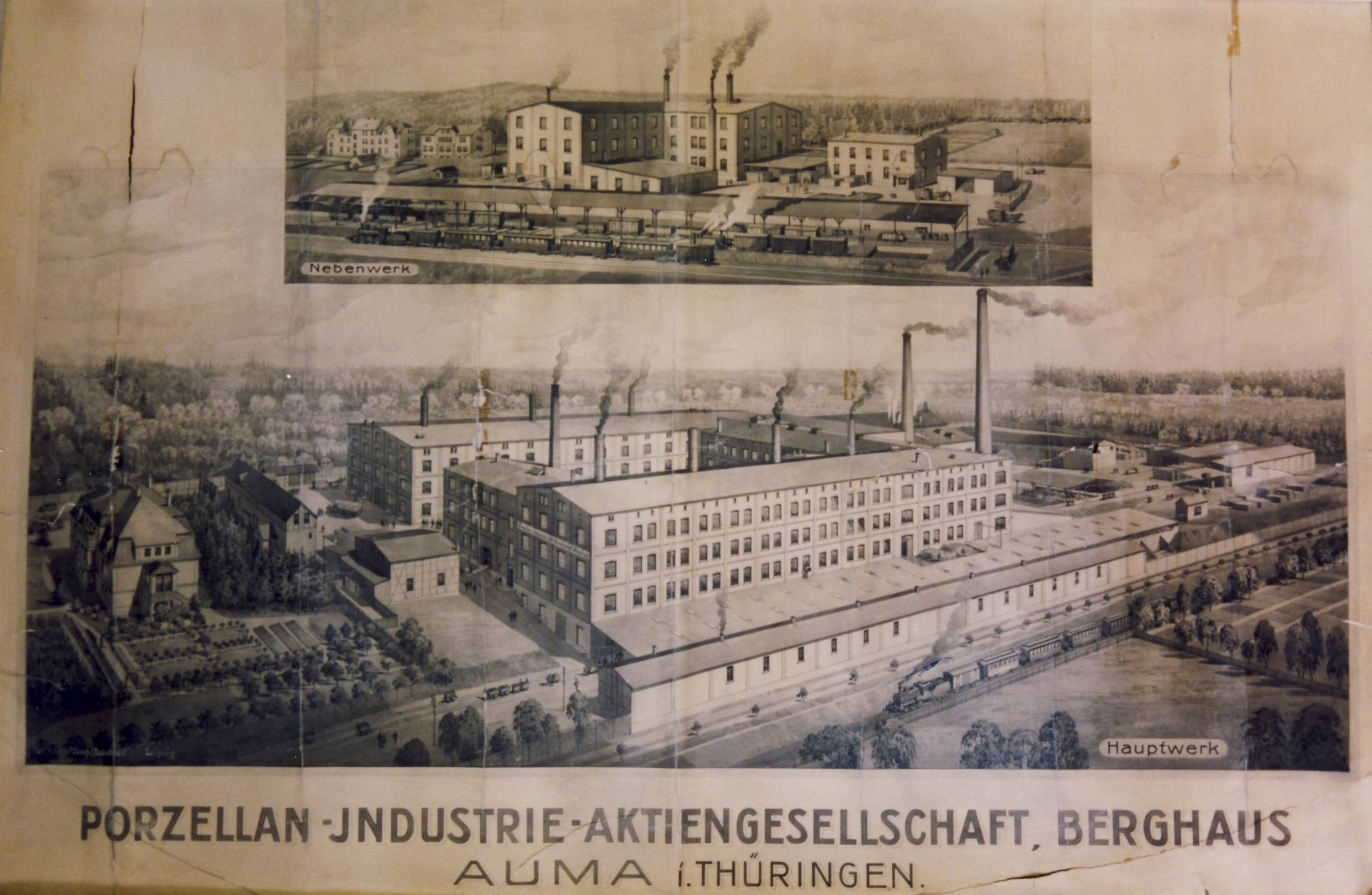
Hauptwerk der Porzellan-Industrie-Aktiengesellschaft Berghaus

Im Jahr 1920 übernahm Oskar Brunnquell mit ca. 95 % die Aktienmehrheit. Er war Besitzer der Firma Brunnquell & Co, ein Hersteller von elektrotechnischer Apparate und Beleuchtungen mit Sitz in Sondershausen. Diese Übernahme führte zu einer zunehmenden Erweiterung des Sortimentes an Pressporzellan, vor allem für Schaltersockel und Lampenfassungen, welche zur Fertigstellung nach Sondershausen geliefert wurden.

### Weltwirtschaftskrise
Die Weltwirtschaftskrise traf auch die Belegschaft der Porzellan-Industrie-Aktiengesellschaft Berghaus in Auma mit Kurzarbeit und Entlassungen. Der Erzeugnismix verhalf der Fabrik in Auma über diese schwierige Zeit. Das Sortiment wurde um Sanitärporzellan erweitert. Als Hersteller von Isolatoren gehörte die Gesellschaft 1934 zum anerkannten Lieferant für das Reichspostzentralamt.

### 1945 bis 1985
Nach dem Zweiten Weltkrieg 1945 wurde das Unternehmen unter Sequester der sowjetischen Besatzungsmacht gestellt. Der Betrieb entging nur knapp der Demontage. Bereits im August waren wieder 75 Menschen beschäftigt. Das Unternehmen konnte ab 1946 in deutscher Selbstverwaltung fortgeführt werden. Ein Grund dafür war der hohen Bedarf an Hochspannungsisolatoren – auch als dringende Reparationsverpflichtung gegenüber der Sowjetunion. Am 6. August 1946 folgte schließlich die Überführung in das Eigentum des Landes Thüringen. Man war fortan der Industriegruppe Glas/Porzellan, Ilmenau zugehörig und firmierte als Thüringer Porzellanwerke, Betrieb Auma, vormals Porzellan-Industrie-A.G. Berghaus (Landeseigener Betrieb), dann im Jahre 1948 als IKA, Porzellanfabrik Auma VEB und ab 1952 mit Neugründung der Industrievereinigung VVB Technische Keramik (TECHKERAM) als VEB Porzellanwerk Auma (PWA).
Die VVB Techkeram bereitete 1962/1963 den Weg zur Konzentration der Fertigung keramischer Schneidstoffe (Schneidkeramik) und Aufbau einer Pilotanlage zur Herstellung oxidkeramischer Erzeugnisse im Porzellanwerk Auma.
Im Jahre 1964 wurde der Produktionsbereich Schneidkeramik in Betrieb genommen. 1965 erfolgte der Abriss der kohlebeheizten Rundöfen sowie die Inbetriebnahme von ferngasbeheizten Öfen. Dadurch konnten Sintertemperaturen von bis zu 1.800 °C erreicht werden. Zudem wurde die technische Umsetzung der Spritzgusstechnologie vorangetrieben. Schutzgasöfen zum Metallisierungseinbrand (Mo/Mn-Verfahren) und Lötöfen zum Hartlöten mit Silberloten wurden erprobt.
Ab 1966 wurden hochvakuumdichte hartlötfähige Keramik-Metall-Verbindungen weiterentwickelt. Es wurden nun zum Beispiel Dioden- und Thyristorgehäuse, Durchführungen, Potentiometer-Grundkörper und Vakuumschaltkammern hergestellt. Diese Neu- und Weiterentwicklungen führten 1967 zu einer Gesamtproduktion an Oxidkeramik im Wert von 7,75 Mio. Mark.
Bereits 1969 wurde das Unternehmen ein Betrieb des VEB Keramischen Werke Hermsdorf, heute Tridelta.
Im Jahre 1970 wurde eine eigens entwickelte heißisostatische Presse für Drücke bis 100 MPa fertiggestellt.
Der ehemalige Porzellan-Produzent wurde zum alleinigen Hersteller von Oxidkeramik und Nitridkeramik in der DDR.
In der Zeit von 1972 bis 1975 wurden Substrate für Dickfilmschaltkreise und Gehäuse zum hermetischen Verschluss von Festkörperschaltkreisen entwickelt und hergestellt. Die Grünware dazu wurden durch Foliengießen hergestellt. Die Verfahren dazu wurden neu entwickelt.
Im Jahr 1982 wurde die Schleiferei erweitert, um die Hartbearbeitung einschließlich Läppen und Polieren zu verbessern. Das Projekt „Produktionsanlage Oxidkeramik Auma“ wurde 1985 begonnen. Der Grundstein für das 37,2 Mio. Mark teure Vorhaben wurde am 23. August 1985 gelegt. Der Bau des neuen dreigeschossigen Produktions- und Verwaltungsgebäudes sowie die zweischiffige Produktionshalle kosteten ca. 8 Mio. Mark, der Rest wurde für Ausrüstung ausgegeben. Ziel der Erweiterung war die Fertigung u. a. von transluzenter Aluminiumoxidkeramik für Brennerrohre von Natriumdampflampen und für EPROM-Deckel, keramischen Bondwerkzeugen, Lagerringen, Schaltkammern und Tiegeln zur thermischen Aufbereitung von Leuchtstoffen für Fernsehbildröhren.

### 1990er Jahre
Als Resultat der politischen Wende 1989 und der Währungsunion 1990 sind ca. 95 % der Kunden ausgeblieben, der Umsatz von 52 Mio. Mark der DDR (1989) sank auf 1,9 Mio. DM (1991). Vor dieser Zeit wurden 25–30 % des Umsatzes mit Kunden aus den RGW-Staaten erwirtschaftet.
Das Kombinat VEB Keramische Werke Hermsdorf wurde 1990 umstrukturiert, und die Tridelta AG wurde gebildet. Aus dem Porzellanwerk Auma entstand dadurch am 1. Juli 1990 die Aumaer Oxidkeramik GmbH (kurz: OKERA). Es folgten harte Restrukturierungsmaßnahmen, wie zum Beispiel die Trennung von einigen Produktgruppen und die Spezialisierung auf Klein- und Mittelserien sowie hochpräzise und technologisch anspruchsvolle Produkte aus Hochleistungskeramik. Zudem erfolgte die Erschließung der Märkte in Westdeutschland und Westeuropa.
Die Firma Boart Longyear GmbH & Co. KG mit Sitz in Burghaun kaufte im September 1992 das Unternehmen und hat sich dazu verpflichtet, die ca. 90 Arbeitsplätze zu erhalten. Es erfolgte die Umfirmierung zur Boart Ceramics GmbH. Da der neue Eigentümer bereits ähnliche Technologien anwendete, war er zu diesem Zeitpunkt ein wichtiger Ideen- und Ratgeber. Vor allem bei der Neuorganisation des Betriebes, dem Vertriebsaufbau und bei den Finanzen profitierte man von dieser Unterstützung. Infolgedessen wurden alte Gebäude abgerissen und neugebaut sowie eine modernere Ausstattung angeschafft.
15,2 Mio. DM wurden bis 1999 investiert. Unterstützung erhielt man vor allem von Franz Schuster, dem damaligen Wirtschaftsminister von Thüringen, und von Otto Schily, der zu diesem Zeitpunkt stellvertretender Fraktionsvorsitzender der SPD im Deutschen Bundestag war.
Im Jahre 2006 hat der Private-Equity-Investor HQ Equita GmbH (Bad Homburg), eine Beteiligungsgesellschaft der Harald Quandt Capital, die Barat Ceramics Holding GmbH gegründet. Diese hat 100 % der Anteile der Boart Ceramics GmbH erworben. Das Unternehmen wurde umfirmiert und agiert seither als Barat Ceramics GmbH am Markt. Ab 2012 war der Private-Equity-Investor Steadfast Capital Hauptgesellschafter der Barat Ceramics Holding GmbH.
Seit Januar 2019 ist die Barat Ceramics GmbH eine 100 % Tochter QSIL AG Gruppe.
Ab Juli 2019 firmiert die Firma Barat Ceramics GmbH als QSIL Ceramics GmbH.

## Produkte und Anwendungen
Die QSIL Ceramics GmbH produziert technische Hochleistungskeramik aus Aluminiumoxid, Zirkoniumoxid, Mischkeramik und Mullit. Anwendungsbereiche sind unter anderem Maschinenbau, Umwelttechnik, Diagnostik und Medizintechnik. Eingesetzt werden die Keramikteile zum Beispiel als Verschleißschutz, als Lagerring, als Hochtemperatur- und Vakuumbauteile, als Werkzeug oder auch zum ballistischen Schutz.
Neben lediglich gebrannten Teilen wird auch deren spanende Nachbearbeitung (Bohren, Schleifen, Honen, Polieren) angeboten, um enge Toleranzen einzuhalten und die Rauheit zu verringern.

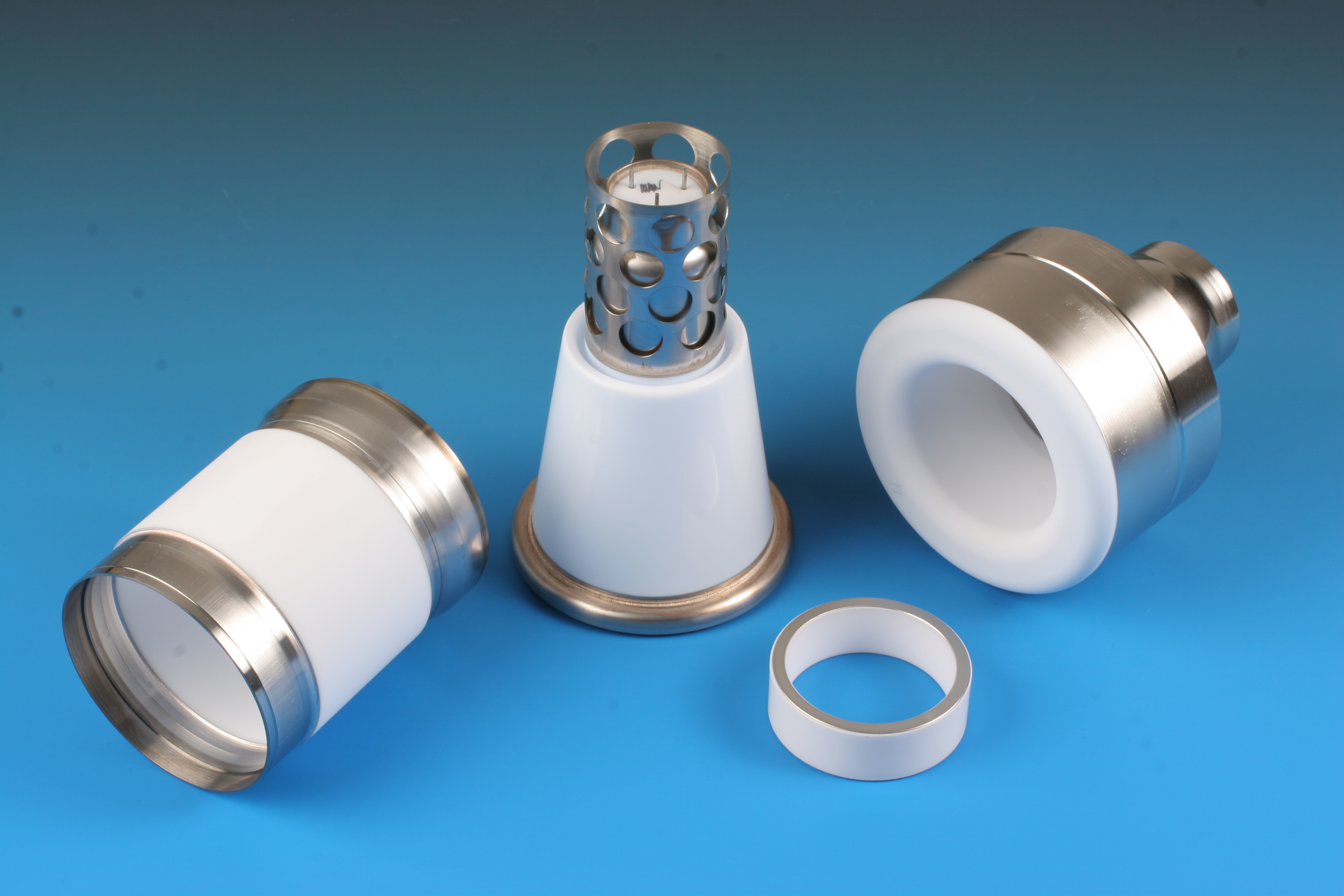
Keramik-Metall-Verbunde für die Röntgentechnik